# Lista chorwackich klubów piłkarskich
Lista chorwackich klubów piłkarskich:

## Zespoły grające przynajmniej raz lub więcej razy wPrva HNL
- Belišće, Belišće
- Cibalia, Vinkovci
- NK Čakovec, Čakovec
- Dubrava, Zagrzeb – klub nie posiada sekcji seniorskiej, jest zespołem juniorskim
- Dubrovnik, Dubrownik – klub nie istnieje
- Hajduk, Split
- Dinamo / Croatia / HAŠK Građanski, Zagrzeb
- Hrvatski Dragovoljac, Zagrzeb
- Inter / Inker, Zaprešić
- Kamen Ingrad, Velika
- Marsonia Slavonski Brod, Slavonski Brod
- Međimurje Čakovec, Čakovec
- Mladost 127, Suhopolje – klub nie istnieje
- Neretva, Metković
- Orijent, Rijeka
- NK Osijek, Osijek
- Pazinka, Pazin
- Pomorac, Kostrena
- Primorac / Primorac SEM-TEM, Stobreč – klub nie istnieje
- Uljanik / Pula 1856 / Staro Češko, Pula
- Radnik, Velika Gorica
- HNK Rijeka, Rijeka
- NK Pula, Pula
- Samobor, Samobor
- HNK Segesta, Sisak
- Slaven Belupo, Koprivnica
- HNK Šibenik, Šibenik
- RNK Split, Split
- TŠK, Topolovac – klub nie istnieje, został połączony z zespołem NK Naftaš, Ivanić
- Varteks Varaždin, Varaždin
- Vukovar '91, Vukovar
- Zadarkomerc / Zadar, Zadar
- NK Zagreb, Zagrzeb

## Zespoły grające przynajmniej raz lub więcej razy w2. HNL
- HNK Dubrovnik Dubrownik
- NK Samobor Samobor
- NK Slaven Belupo Koprivnica
- NK Ponikve Zagrzeb
- ČSK / ČSK Patrick / Čakovec Patrick / Čakovec / Čakovec Union Čakovec
- NK Zagorec Krapina
- NK Napredak Velika Mlaka
- NK Primorac Stobreć
- NK Belišće Belišće
- NK Mosor Žrnovnica
- NK Junak Sinj
- NK Graničar Županja
- NK Slavonija Požega
- NK Uskok Klis
- NK Olimpija Osijek
- NK Neretva Metković

## Zespoły grające przynajmniej raz lub więcej razy w3. HNL– Południe i zachód
- NK Mosor, Žrnovnica
- Neretva, Metković
- NK Imotski, Imotski
- NK Novalja, Novalja
- Solin / MAR-Solin / Solin Kaltenberg / Solin Građa, Solin
- NK Jadran Tućepi
- NK Split Split
- NK Neretvanac Opuzen
- NK GOŠK Adriachem Kaštel Gomilica
- HNK Segesta, Sisak 1
- NK Samobor Samobor 2
- Inter / Inker, Zaprešić 3
- NK Omiš Omiš
- NK Mladost Proložac
- NK Trogir Trogir
- Prevlaka / Slaven-Konavle Grude
- NK Val Kaštel Stari
- NK Croatia Zmijavci
- Jadran NGB / Jadran LP Ploće
- Jadran Kaštel Sućurac
- NK Primorac Biograd
- NK Zmaj Makarska
- NK Dinara Knin
- NK Raštane Raštane
- NK Junak Sinj
- Posedarje / Hrvatski Vitez Posedarje
- NK DOŠK Drniš
- Uljanik / Pula 1856 / Staro Češko Pula
- Rovinj / MC Rovinj Rovinj
- NK Pomorac Kostrena
- NK Kraljevica, Kraljevica
- NK Vrbovsko Vrbovsko
- NK Jadran Poreć
- NK Pula -ICI Pula
- NK Crikvenica Crikvenica
- NK Rudar Labin
- NK Opatija Opatija
- NK Grobničan Čavle
- NK Gospić Gospić
- NK Pazinka Pazin
- NK Buje Buje
- NK Nehaj Senj
- NK Klana Klana
- NK Žminj Žminj
- NK Orijent Rijeka
- NK Halubjan Viškovo
- NK Umag Umag
- NK Croatia Sesvete
- NK GOŠK Dubrownik
- NK Trnje Zagrzeb

## Zespoły występujące przynajmniej raz lub więcej razy w3. HNL– Północ, Wschód i Centralna Chorwacja
- Špansko CB, Zagrzeb
- NK Samobor, Samobor
- NK Karlovac, Karlovac
- NK Trešnjevka, Zagrzeb
- NK ČSK Patrick, Čakovec
- NK Vrapće, Zagrzeb
- NK Dubrava, Zagrzeb
- NK Bjelovar, Bjelovar
- Metalac OLT / Osijek Koteks / Metalac, Osijek
- NK Olimpija, Osijek
- NK Croatia, Bogdanovci
- NK Marsonia, Slavonski Brod
- NK Spačva, Vinkovci
- NK Mladost, Cerić
- NK Slaven Belupo, Koprivnica
- NK Jedinstvo, Donji Miholjac
- NK Radnik, Velika Gorica
- Inter / Inker, Zaprešić
- NK Graničar Županja
- NK Slavonija Požega
- NK Zagorec Krapina
- NK Napredak Velika Mlaka
- Hrvatski dragovoljac, Zagrzeb
- HNK Segesta, Sisak
- NK PIK Vrbovec Vrbovec
- NK Croatia Đakovo
- NK Budučnost Hodošan
- NK Croatia Sesvete
- HNK Vukovar`91 Vukovar
- NK Koprivnica Koprivnica
- NK Valpovka Valpovo
- NK Grafičar-Vodovod Osijek
- NK Omladinac Novo Selo Rok
- NK Sloga Nova Gradiška
- NK Mladost Molve
- NK Podravec Virje
- NK Papuk Orahovica
- Kamen Ingrad, Velika
- NK Bedem Ivankovo
- NK Sloga Čakovec
- NK NAŠK Našice

## Kluby z regionuDalmacja
- NK Jadran Tučepi
- NK Orebić Orebić
- NK Orkan Dugi Rat
- NK Dugopolje Dugopolje
- NK Hrvace Hrvace
- NK Velebit Benkovac
- NK Gusar Komin
- NK Hajduk Vela Luka
- NK Zmaj Blato
- NK Jadran Supetar
- NK Postira Postira
- NK Sloga Mravinci
- NK Urania Baška Voda
- NK Maestral Krvavac
- NK Tekstilac Sinj
- NK OSK Otok
- NK Vinjani Vinjani
- NK Poljičanin Srinjine
- NK Nova Zora Sveti Filip i Jakov
- NK Arbanasi Zadar
- NK Hajduk Prigrada
- NK SOŠK Skradin
- NK Vodice Vodice
- NK Omladinac Vranjc
- NK Kamen Ivanbegovina
- NK Mračaj Runovići
- NK Hvar Hvar
- NK Pag Pag
- NK Rat Kuna Pelješka
- NK Dalmatinac Split – tylko młodzieżowa szkółka piłkarska, obecnie jest częścią zespołu HNK Hajduk Split
- HNK Dubrovnik 1919 Dubrownik
- NK Faraon Trpanj
- NK Omladinac Lastovo
- NK SOŠK Ston
- NK Grk Potomlje
- NK Ponikve Ston
- NK Iskra Janjina
- NK Jadran Smokvica
- NK Putniković Putniković
- NK Sokol Dubravka
- NK Croatia Gabrile
- NK Župa Dubrovačka Čibaća
- NK Mladost Tribunj
- NK Mihovil Šibenik
- NK Bukovica Kistanje
- NK Dragovoljac Poličnik
- NK Vir Vir
- NK Croatia Turanj
- NK NOŠK Nin
- NK Galovac Galovac
- NK Sabunjar Privlaka
- NK Zrmanja Obrovac
- NK Pakoštane Pakoštane
- NK Zagora Unešić
- NK Primorac 1929 Stobreć